# Nick Afanasiev
Nick Afanasiev (né le 29 juillet 1989 à Moscou) est un acteur américain d'origine russe, connu pour avoir la langue la plus longue jamais enregistrée. Sa langue mesure 9 centimètres de long, et est considérée comme la plus longue d'Amérique,,.

## Biographie
Afanasiev est apparu dans des films indépendants, dans des pilotes, dans un épisode d'Animal Planet, et dans des publicités pour l'équipement de hockey CCM, pour Cornetto et Mopar. En 2011, il a joué dans le film 2012: Ice Age. Sa langue a été présentée dans de nombreuses émissions de télévision à travers le monde. Il effectue des tours comme lécher son coude, lécher ses yeux, envoyer des messages avec sa langue et lécher de la crème glacée depuis la pointe de son nez.
Nick Afanasiev est né à Moscou, en Russie, et a déménagé aux États-Unis à l'âge de sept ans. En 2008, une vidéo mettant en vedette Afanasiev et sa langue est devenue une vidéo virale,. En réponse à la popularité de cette vidéo, Afanasiev a joué dans un épisode de iCarly. En plus de iCarly, Afanasiev est apparu dans des émissions de télévision tout autour du globe, comme The Tyra Banks Show (en), The Tonight Show with Jay Leno et TruTV's Smoking Gun Presents (en).

## Filmographie

### Acteur

#### Cinéma
- 2011 : 2 28 : Teenage Boy
- 2015 : Not in My Backyard : Bradley

#### Courts-métrages
- 2009 : Overloaded
- 2010 : Ambivalence
- 2010 : Fentress
- 2010 : If You Let Me
- 2010 : Santa Holocaust
- 2010 : The Boy Within
- 2010 : Wealth
- 2011 : A Homeless Desire
- 2011 : Bully Avengers
- 2011 : In a Room
- 2011 : Life at the Claymores
- 2011 : You're Not God
- 2012 : Hollywood Gamble
- 2012 : Like Little Fish
- 2012 : Otis
- 2012 : The Gamer's Life

#### Télévision

##### Séries télévisées
- 2009 : iCarly : Nick
- 2010 : The John Kerwin Show : Sketch Acteur
- 2011 : Killer Outbreaks : Joshua Hightower

### Directeur de casting

#### Courts-métrages
- 2011 : A Homeless Desire
- 2011 : You're Not God

### Réalisateur

#### Courts-métrages
- 2011 : A Homeless Desire
- 2011 : You're Not God

### Monteur

#### Courts-métrages
- 2011 : A Homeless Desire
- 2011 : You're Not God

### Producteur

#### Cinéma
- 2015 : Not in My Backyard

#### Courts-métrages
- 2010 : Fentress
- 2011 : A Homeless Desire
- 2011 : The Rifle Man
- 2011 : You're Not God

### Scénariste

#### Courts-métrages
- 2011 : You're Not God